# Ісландія (телеканал)
«Ісландія» — український інформаційно-пізнавальний телеканал, інтегрований з однойменним інтернет-проєктом чорного політтехнолога Володимира Петрова.
Канал «Ісландія» був відмічений в поширенні російської пропаганди[⇨], в етерах каналу поширювали образи на адресу військовослужбовців ЗСУ[⇨], погрози та образи на адресу українських журналістів[⇨]. Також «Ісландію» звинувачували в поширенні мізогінних наративів[⇨]. У 2023 році Національна рада з питань телебачення і радіомовлення двічі призначала позапланову перевірку каналу через ненормативну лексику в етерах. За результатами перевірки 21 грудня 2023 року регулятор оштрафував телеканал.

## Історія
11 липня 2019 року телеканал «Ісландія» був проліцензований Національною радою України з питань телебачення і радіомовлення. Згідно з даними на сайті Нацради, засновник і головний власник каналу — проросійський чорний політтехнолог Володимир Петров (володіє 94 % статутного капіталу, ще по 3 % у співзасновників каналу — блогера Олександра Барабошка і директора каналу Павла Немерюка). 1 червня 2020 року канал почав супутникове мовлення із супутника Azerspace-1, але після набуття чинності закону «Про медіа» в липні 2023 року «Ісландія» змінила технологію на інтернет-мовлення (ОТТ).
26 жовтня 2023 року НацРада призначила позапланову перевірку каналу «Ісландія». Регулятор отримав скаргу від журналіста Дмитра Гордона на етер каналу. Регулятор провів моніторинг і зафіксував наявність нецензурної лексики в програмах «Розрив» та «Супер live» за участю Володимира Петрова. За словами члена Нацради Максима Онопрієнка, згідно із Законом «Про медіа», поширення нецензурних слів може завдати шкоди психічному та моральному розвитку дітей. Водночас у згаданих програмах каналу «Ісландія» не було позначок або попереджень про це. За результатами перевірки 21 грудня регулятор оштрафував телеканал на 268 тисяч гривень.
Телеканал брав участь у конкурсі на мовлення в державному мультиплексі МХ-7 цифрової етерної мережі DVB-T2. За результатами конкурсу, оголошені регулятором 31 жовтня 2023 року, Нацрада відмовила «Ісландії» в ліцензії на цифрове мовлення. Представники регулятора, зокрема, зазначили під час обговорення, що Володимир Петров та інші ведучі каналу у своїх етерах говорили відверту брехню на адресу регулятора. За словами членів Нацради, регулятору неодноразово надходили скарги на обсценну лексику та мат в етерах каналу.
11 грудня 2023 року регулятор призначив ще одну позапланову перевірку «Ісландії» через ненормативну лексику у програмі «Супер live».

## Скандали

### Поширення російської пропаганди
В одному з етерів каналу «Ісландія» гостем у Петрова був Дмитро Василець, політик і голова забороненої в Україні проросійської політичної партії «Держава», який після початку повномасштабного російського вторгнення повторював пропагандистську брехню Кремля, що «Україна заслужила бути знищеною», бо «вісім років знищувала Донбас». У 2015 році Василець був заарештований за підозрою в допомозі російським найманцям і сприянні сепаратистському телеканалу «Новороссия ТВ», але відпустили на волю 2018 року. У 2020 році Петров під час спілкування із Васильцем хвалить його за те, що той провів у СІЗО більше ніж два роки за свою проросійську позицію, і це, на думку політтехнолога, означає, що у Васильця «системний підхід».

| Якщо терорист з українським паспортом заради свободи України у Криму реально підірве бомбу, він буде злочинцем для мене. |
| — Володимир Петров |

### Провокації проти української мови
У 2021 році, в одному з етерів на каналі «Ісландія» було влаштовано Володимиром Петровим провокацію на тему української мови. Він виклав ролик, в якому розкритикував українську мову і заявив, що за звучанням вона схожа на віз, що плентається.

| Я рік ламаю мову, свою прекрасну російську мову українською, змушую себе, мучуся. Це сильна фізична та інтелектуальна мука тому, що освіченій людині важко розмовляти примітивною українською мовою. Але я маю це робити, тому, що є закон, закон, який я зобов'язаний виконувати. Оригінальний текст (рос.) Я год ломаю язык, свой прекрасный русский язык украинским, заставляю себя, мучаю себя. Это сильное физическое и интеллектуальное мучение потому, что образованному человеку трудно разговаривать примитивным украинским языком. Но я должен это делать, потому, что есть закон, закон, который я обязан выполнять. |
| — Володимир Петров |

Він розповідав, що російська мова простіша, в українській же є букви, які важко вимовляти.

| Звичайно, російська мова красивіша, чіткіша, в українській мові купа букв "л", яку важко вимовляти, таке відчуття, що, коли говориш, то щось заважає в роті. Російська мова - це, як ракета, яка злітає в космос, український мова - як віз, шо плентається. Оригінальний текст (рос.) Конечно русский язык красивее, четче, в украинском языке куча буквы "л", которую трудно выговаривать, такое ощущение, что, когда говоришь, что-то мешает во рту. Русский язык – это, как ракета, которая взлетает в космос, украинский язык – как телега, которая плетется. |
| — Володимир Петров |

### Образи військових
Після початку повномасштабного російського вторгнення в Україну 2022 року в одному з етерів Володимир Петров ображав політика й військового Олега Барну. Він записував відеозвернення до нього, назвавши його гіршим за російських окупантів. 17 квітня 2023 року Олег Барна загинув під час бойових дій на фронті біля Вугледара.

| Після того, як я з ним закінчу, то він проковтне, це перше. Друге, я хочу, щоб ви запам'ятали і я це кажу - Олег Барна, гірше російських військових. Олег Барна гірше окупанта, тому що це людина, яка зараз вдягнула українську військову форму, взяла в руки зброю і дозволяє собі погрожувати цивільному населенню. Для мене все інше немає жодного значення. |
| — Володимир Петров |

### Погрози журналістам
Протягом 2023—2024 років в етерах каналу «Ісландія» поширювали погрози та образи на адресу журналістів.
23 жовтня 2023 року ведучий Володимир Петров в етері програми «Супер live» пригрозив «покаранням» шефредакторці «Детектор медіа» Наталії Лигачовій за її слова про його роботу на Офіс президента та зв'язки з тітушками.

| Лигачова — я зразу попереджаю — буде покарана. |
| — Володимир Петров                             |

| В порядку, передбаченому законом? |
| — Сергій Іванов                   |

| Ні, це я буду вирішувати, як вона буде покарана. |
| — Володимир Петров                               |

Юрист Інституту масової інформації (ІМІ) Роман Головенко зауважує, що наприкінці відео Сергій Іванов звертався до Володимира Петрова з проханням припинити спіч і не погрожувати і підкреслив, що ці слова розцінив як погрози навіть колега по етеру. Юрист правозахисного центру «Зміна» Данило Попков пояснив, що слова Петрова щодо Наталії Лигачової підпадають під статтю 345-1 Кримінального кодексу України — погроза або насильство щодо журналіста. Він підкреслив, що слова Лигачової про діяльність Петрова, через які він їй погрожував, були сказані публічно, їх можна трактувати як журналістську діяльність, а отже, дія статті охоплює цей випадок.
27 жовтня 2023 року, в етері «Ісландії», Петров назвав «ескортницями» шеф-редакторку видання «Детектор медіа» Наталію Лигачову, головних редакторів «Дзеркало тижня» і «New Voice» — Юлію Мостову й Віталія Сича. 7 листопада Петров обізвав журналістів «Української правди» «вафлістами».

### Звинувачення у сексизмі
Протягом 2023—2024 років канал «Ісландія» звинувачують у поширенні мізогінних наративів, а ведучих каналу звинувачують у прояві сексизму під час ефірів.
Зокрема, ведучі Володимир Петров і Сергій Іванов неодноразово негативно висловлювалися в бік Марії Єфросиніної, співачки alyona alyona та принижували їх.
На висловлювання Петрова і Іванова alyona alyona відреагувала в Instagram. Вона нагадала, що це не перша публічна образа з їхнього боку на її адресу. Співачка опублікувала інше відео, у якому ведучі «Ісландії» називали її «хабалкою» й обговорювали, за якої умови посадили б її «собі на ручки». Вона додала, що їй соромно чути такі репліки в українському інформаційному просторі і думає подати до суду на Іванова і Петрова.
Телеведуча Маша Єфросиніна також відреагувала на скандал з alyona alyona, заявив, що вона «чи не найперша жінка, з якої вони почали „оббивання своїх мізогінних наративів“». І додає, що вона «ніколи не привертала уваги до цього»: «Для мене вони просто як вуличний смітник, повз який я щоранку проходжу, не повертаючи голови», — зауважила Єфросиніна.
Також Єфросиніна вважає, що неможливо закенселити те, що з самого початку не мало соціальної ваги та репутації.

## Наповнення етеру
- Супер Live
- Петров Live
- Антиподи
- Розрив
- Чорний розрив
- 10 тупих запитань
- Музика для сну
- Клуб мародерів
- Центр прийняття рішень
- Рада нацбезпеки

## Критика
Шеф-редакторка порталу «Детектор медіа» Наталія Лигачова обурилася тим, що Національна рада з питань телебачення і радіомовлення дала ліцензію каналу «Ісландія». «Те, що Нацрада дала „Ісландії“ ліцензію, — це нонсенс. Це — чорні політтехнологи, які працюють на Офіс Президента, яким не місце ні в марафонах, ні в ютубі, ніде», — зауважила Лигачова.